# 四つ道路
四つ道路とは、広島県呉市本通1丁目にある交差点の通称である。
国道31号の終点にほど近く、幹線道路のため交通量は多い。
「四ツ道路」とも表記される。（交差点名標識の表記は四ツ道路となっている。）

## 呉市電
1967年まで存在した、呉市交通局の路面電車（呉市電）の停留所として、「四ッ道路」停留所が存在した。この停留所を起点とする路線系統が2系統あり、呉市内での要衝となっていた。

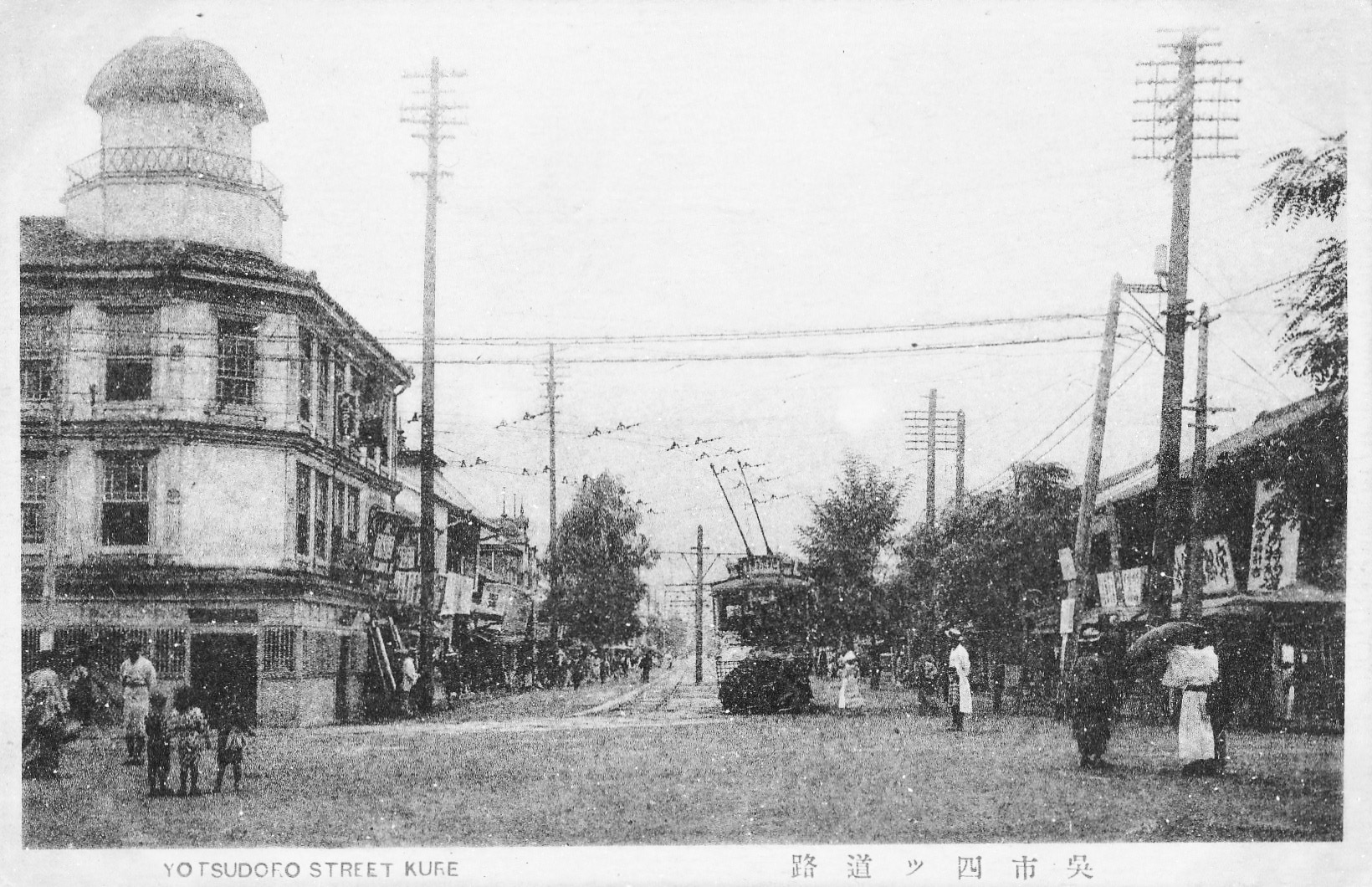
四ツ道路停留所付近
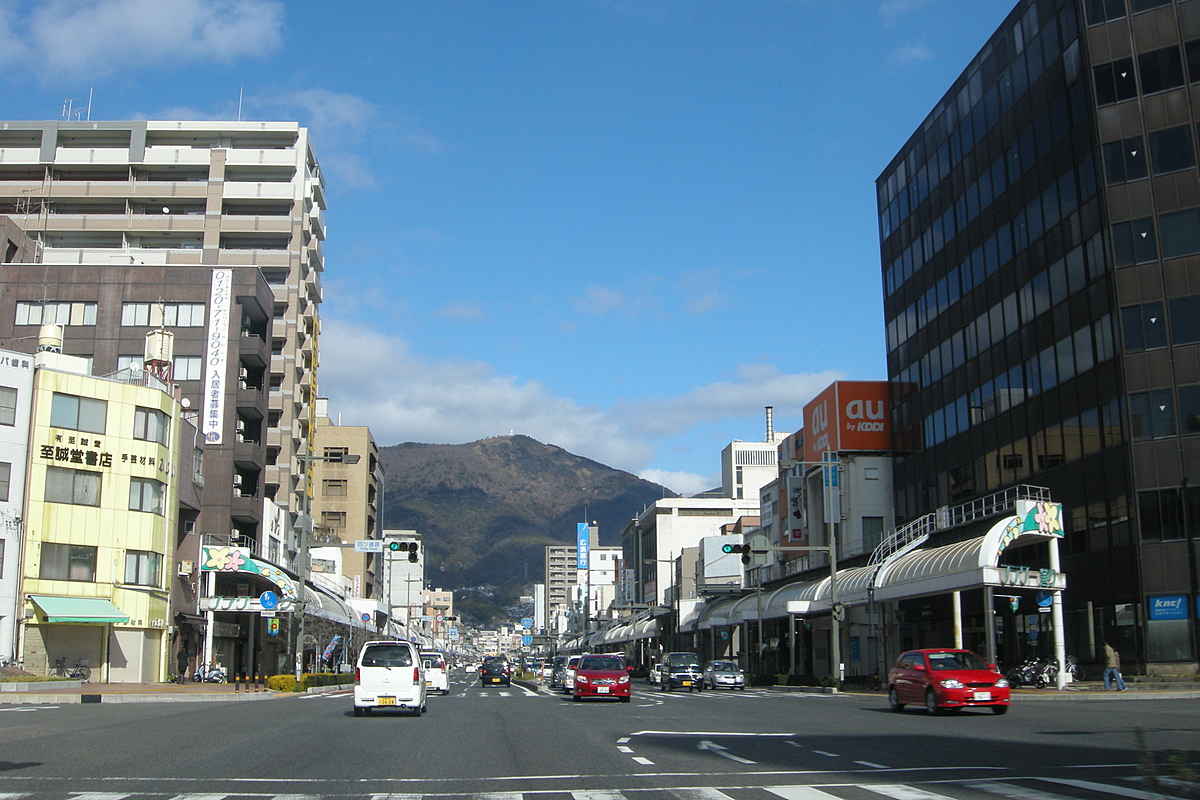
現代の四ツ道路交差点

## 周辺の施設
- 「四ツ道路」（四道路）バス停
- ウォンツ四ツ道路店
- 至誠堂書店
- 文具のひろば　ポプラドー
- ホテル・トマト

| サブスタブ | この項目は、まだ閲覧者の調べものの参照としては役立たない、書きかけの項目です。この項目を加筆・訂正などしてくださる協力者を求めています。このテンプレートは分野別のサブスタブテンプレートやスタブテンプレート（Wikipedia:分野別のスタブテンプレート参照）に変更することが望まれています。 |